# Century Plaza Towers
Century Plaza Towers è un complesso formato da due grattacieli situato nel quartiere di Century City a Los Angeles (Stati Uniti).
Gli edifici, completati nel 1975, sono stati progettati da Minoru Yamasaki. Sono caratterizzati da una forma triangolare. Nel sottosuolo delle torri è presente un parcheggio di 5.000 posti auto.